# Parque Nacional do Quilimanjaro
O Monte Quilimanjaro situa-se no norte da Tanzânia, junto à fronteira com o Quénia. É o ponto mais alto de África, com uma altitude de 5895 m. Este antigo vulcão, com o topo coberto de neves eternas, ergue-se no meio de uma planície de savana, oferecendo um espectáculo único. O Monte e as florestas circundantes, com uma área de 75.353 ha possuem uma fauna rica, incluindo muitas espécies ameaçadas de extinção e constitutem o Parque Nacional do Quilimanjaro, que foi inscrito pela UNESCO em 1987 na lista dos locais que são Património da Humanidade.
O complexo do Monte Quilimanjaro com as suas florestas, localizado entre 2°50'-3°20'S, 37°00'-37°35'E, tinha sido considerado uma reserva de caça pelo governo colonial alemão nos princípios do século XX, mas foi considerado uma reserva florestal em 1921, até que, em 1973, foi declarado como Parque Nacional.
O Monte Quilimanjaro, que tem sinais de grande actividade vulcânica no Pleistoceno, não se encontra totalmente isolado na planície africana, mas está acompanhado por três outros cones vulcânicos, orientados num eixo este-sudoeste: o mais antigo, Xira, a oeste, com uma altitude de 3962 m, Mauenzi a leste, com uma altitude de 5149 m e, entre eles, Quibo, que é o mais recente e mostra ainda sinais de actividade, na forma de fumarolas. Entre o Quibo e o Mauenzi há uma plataforma com cerca de 3600 ha, chamada a “sela” (“the Saddle”, em inglês), que forma a maior área de tundra de altitude em África.
O Parque é habitat de numerosas espécies, fazendo dele um reduto de biodiversidade que urge preservar.